# 大推動模型
大推動模型 (Big Push Model) 是來自發展經濟學或福利經濟學的一個概念。主要說明一家廠商是否進行擴廠，決定於對其他廠商行為的預期。這個理論假設會規模經濟成立，且是在寡占市場結構。
大推動主要由保羅·羅森斯坦·羅丹在 1943 年首創。隨後 1989 年 Murphy 、Shleifer 和 Vishny 也有貢獻。而之後 Matsuyama (1992) 、 Krugman (1991) 和 Romer (1986) 亦讓大推動有更多的發展。
通常會同時以賽局理論來分析這個模型。